# (775) Lumière
(775) Lumière es un asteroide perteneciente al cinturón de asteroides descubierto el 6 de enero de 1914 por Joanny-Philippe Lagrula desde el observatorio de Niza, Francia.
Está nombrado en honor de los hermanos Lumière Auguste (1862-1954) y Louis (1864-1948), inventores del cinematógrafo.
Lumière forma parte de la familia asteroidal de Eos.